# Michael Spence (monteur)
Pour les articles homonymes, voir Michael Spence et Spence.
 (janvier 2022).
Michael Spence est un monteur américain.

## Filmographie
- 1980 : Space Connection (Hangar 18)
- 1980 : The Legend of Sleepy Hollow (TV)
- 1981 : Earthbound
- 1981 : The Adventures of Huckleberry Finn (TV)
- 1981 : Legend of the Wild
- 1982 : The Dream Chasers
- 1982 : The Boogens
- 1983 : Nuit noire (One Dark Night)
- 1984 : Snowballing
- 1984 : Kid Colter
- 1984 : Douce nuit, sanglante nuit (Silent Night, Deadly Night)
- 1986 : Les Anges du mal 2 (Reform School Girls)
- 1987 : Revolution Class (en) (Summer Camp Nightmare)
- 1988 : Jakarta
- 1988 : Dead Mate
- 1989 : Desperado: Badlands Justice (TV)
- 1990 : The Forgotten One
- 1990 : Zapped Again (Zapped Again!) (vidéo)
- 2002 : Danger: Avalanche! (Trapped: Buried Alive) (TV)
- 2006 : Kalamazoo?